# ماهی‌خورک بلایت
 ماهی‌خورک بلایت (نام علمی: Alcedo hercules) نام یک گونه از تیره ماهی‌خورک‌های رودخانه‌ای است.